# Un americano a Roma
Un americano a Roma är en italiensk komedifilm från 1954 i regi av Stefano Vanzina.

## Rollista i urval
- Alberto Sordi - Nando Mericoni
- Maria Pia Casilio - Elvira
- Giulio Calì - Nandos far
- Anita Durante - Nandos mor
- Vincenzo Talarico - Borgiani
- Rocco D'Assunta - kommissionären
- Ursula Andress - Astrid
- Carlo Delle Piane - Romolo Pellacchioni, "Cicalone"
- Galeazzo Benti - Fred Buonanotte